# Heini Meng
Heinrich »Heini« Meng, švicarski hokejist, * 20. november 1902, Davos, Švica, † 13. avgust 1982, Melbourne, Avstralija. 
Meng je igral hokej na ledu s švicarsko reprezentanco in z njo nastopil na Zimskih olimpijskih igrah 1928 ter tam osvojil bronasto medaljo, več svetovnih prvenstvih, na katerih je osvojil eno bronasto medaljo, in več evropskih prvenstvih, na katerih je osvojil eno zlato in tri bronaste medalje.